# اتصال طويل المسافة

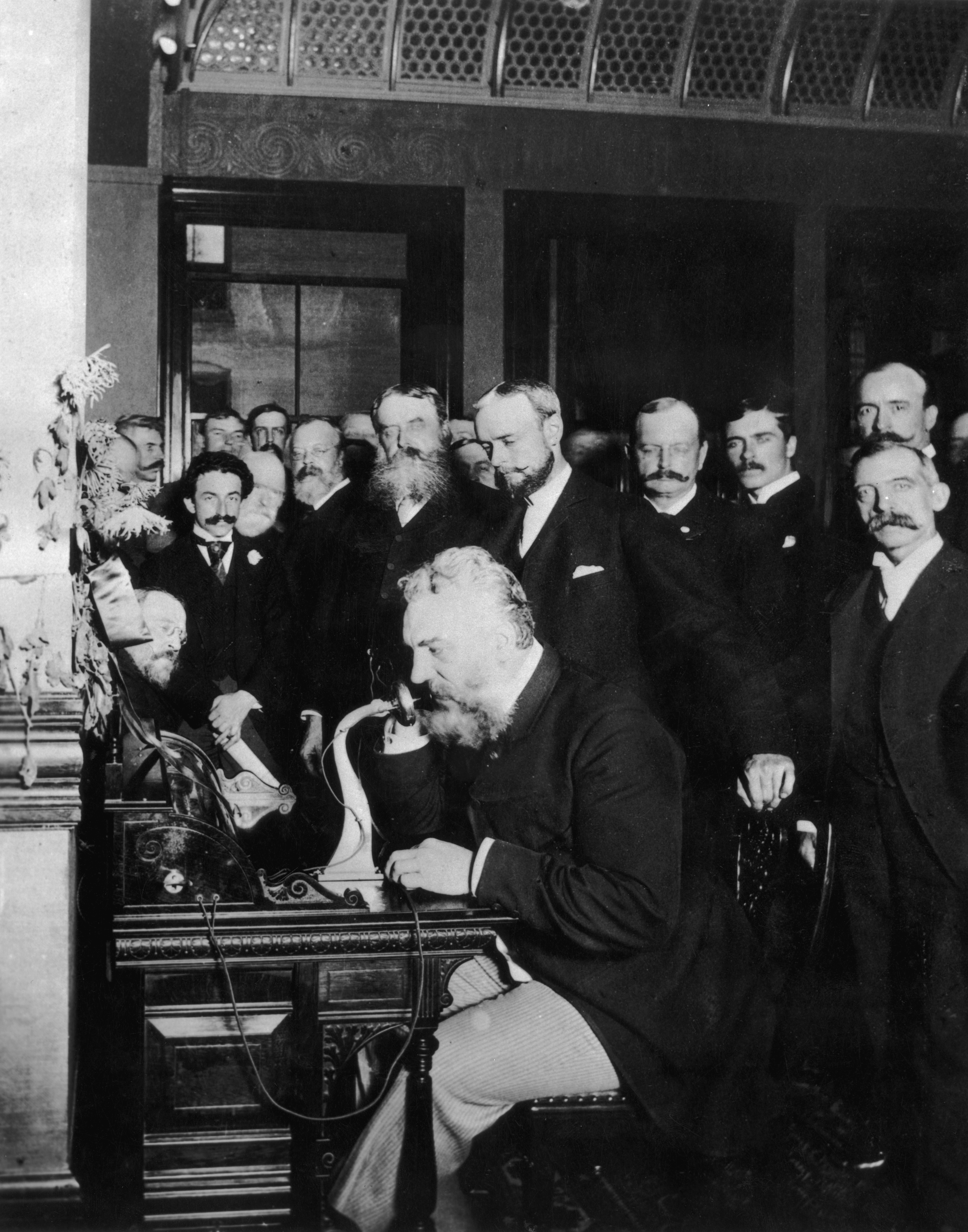

في الاتصالات، المكالمة الهاتفية طويلة المسافة أو مكالمة ترانك هي مكالمة هاتفية موجهة إلى موقع خارج منطقة الاتصال المحلية المحددة. عادة ما تفرض المكالمات عبر المسافات الطويلة معدل فوترة (تكاليف) أعلى من المكالمات المحلية.
وتصنف المكالمات البعيدة المدى إلى فئتين: النداءات الوطنية التي تربط نقطتين داخل نفس البلد والمكالمات الدولية التي تربط نقطتين في بلدان مختلفة.
قبل تطوير الاتصال عن بعد المباشر كانت جميع المكالمات بعيدة المدى تتعين  من قبل مشغل لوحة التوزيع ( مشغل المسافات الطويلة) أو حتى في المكالمات التي يتم تأجيلها داخل النطاق المحلي. وكان استکمال المکالمات بعيدة المدي امرا مستهلكا للوقت ومکلفاً نظراً لأن کل مکالمة يتم التعامل معها من قبل شرکات متعددة في مدن متعددة. وكان حفظ السجلات أيضا أكثر تعقيدا، حيث كان يتعين تسجيل مدة كل مكالمة ضريبية يدويا لأغراض الفوترة.
أدت المنافسة الشديدة بين شركات الهاتف لمسافات طويلة إلى تضيق هذه الثغرات بشكل ملحوظ في معظم الدول المتقدمة في أواخر القرن العشرين، على الرغم من أن المكالمات الدولية إلى بعض البلدان ما زالت تحمل رسوما عالية بشكل مصطنع، حيث تستخدمها الحكومات في تلك الدول كمصدر مربح من عائدات الضرائب.